# 댄서김의 은밀한 교수법
"댄서김의 은밀한 교수법"은 한국에서 제작된 신혜성 감독의 2013년 미스터리, 멜로/로맨스 영화이다. 김기수 등이 주연으로 출연하였다.

## 출연

### 주연
- 김기수